# Lucasium wombeyi
Lucasium wombeyi — вид геконоподібних ящірок родини диплодактилідів (Diplodactylidae). Ендемік Австралії.

## Поширення і екологія
Lucasium wombeyi мешкають в регіоні Пілбара у Західній Австралії. Вони живуть на порослих спінніфексовими заростями кам'янистих пагорбах. Відкладають яйця.